# Stazione di Ōmachi (Chiba)
La stazione di Ōmachi (大町駅?, Ōmachi-eki) è una stazione ferroviaria della città di Ichikawa, nella prefettura di Chiba, in Giappone. È servita dalla linea Hokusō, gestita dalla società Ferrovia Hokusō. Il secondo nome della stazione è Parco zoobotanico di Ichikawa (市川市動植物園駅?, Ichikawa-shi Dōshokubutsuen).

## Linee
Ferrovie Hokusō
● Linea Hokusō

## Struttura
La stazione è realizzata su viadotto, con mezzanino al piano terra, e due marciapiedi laterali al secondo, collegati al mezzanino da ascensori e scale mobili e fisse. Per la vicinanza al parco zoobotanico di Ichikawa, i muri lungo le banchine sono decorati con disegni di animali eseguiti dagli studenti delle scuole elementari del circondario.
| 1 | ● Linea Hokusō | per Higashi-Matsudo, Keisei Takasago, Oshiage, Ueno, Asakusa, Shinagawa, Haneda Aeroporto e Yokohama |
| 2 | ● Linea Hokusō | per Shin-Kamagaya, Chiba-Newtown-Chūō, Inzai-Makinohara, Inba-Nihon-Idai e Narita Aeroporto          |

## Stazioni adiacenti
| «            | Servizio          | »             |
| Linea Hokusō | Linea Hokusō      | Linea Hokusō  |
| ------------ | ----------------- | ------------- |
| Matsuhidai   | Locale            | Shin-Kamagaya |
| Transito     | Espresso          | Transito      |
| Transito     | Espresso limitato | Transito      |